# Wilfried Gnonto
Degnand Wilfried Gnonto (Verbania, 5 de novembro de 2003) é um futebolista profissional italiano que atua como extremo ou segundo avançado. Atualmente joga pelo Leeds United, clube do Championship, e representa a Seleção Italiana de Futebol.

## Infância
Gnonto nasceu em Verbania, Itália, em 2003, filho de pais costa-marfinenses. Cresceu e estudou em Baveno.

## Carreira

### FC Zürich
Gnonto integrou a formação do Inter de Milão desde os 9 anos de idade. A 23 de abril de 2020, assinou pelo clube suíço FC Zürich. Nesse mesmo ano, Wilfried fez a sua estreia profissional, a 24 de outubro, entrando como substituto e fazendo a assistência para o último golo da equipa numa vitória fora por 4–1 sobre o FC Vaduz, na Superliga Suíça. A 21 de maio de 2021, Gnonto marcou o seu primeiro golo como profissional, após substituir Antonio Marchesano na 2ª parte, novamente numa vitória por 4–1 sobre o Vaduz no campeonato, desta vez em casa.
Na sua segunda temporada com o Zürich, ajudou o clube a conquistar a Superliga Suíça de 2021–22, marcando 8 golos em 33 jogos no campeonato.

### Leeds United
A 2 de setembro de 2022, Gnonto assinou um contrato de 5 anos pelo Leeds United, da Premier League, a troco de uma taxa de transferência não revelada. A 29 de outubro, fez a sua estreia na Premier League, frente ao Liverpool, em Anfield; entrando para o lugar de Jack Harrison aos 72 minutos, Wilfried iniciou a jogada que levou ao golo da vitória por 2–1, marcado por Crysencio Summerville. A 5 de novembro, numa partida do campeonato frente ao Bournemouth, Gnonto voltou a substituir Harrison na 2ª parte e fez a assistência para um novo golo da vitória (desta vez por 4–3) marcado por Summerville.
A 4 de janeiro de 2023, Gnonto marcou o seu primeiro golo na Premier League, aos 28 minutos de um eventual empate em casa por 2–2 frente ao West Ham. Duas semanas depois, Wilfried bisou num replay da 3ª ronda da FA Cup contra o Cardiff City, em Elland Road, que terminou 5–2 para o Leeds.
A 8 de fevereiro de 2023, Gnonto marcou no 1º minuto de jogo contra o Manchester United, graças a uma assistência de Patrick Bamford; o jogo terminou num empate por 2–2. Com esse golo, Wilfried tornou-se o mais jovem jogador estrangeiro de sempre a marcar num jogo da Premier League em Old Trafford.

## Carreira Internacional
Gnonto representou Itália a nível Sub-17 no Mundial Sub-17 de 2019.
Em maio de 2022, após ser convocado pelo selecionador Roberto Mancini para um estágio da Seleção Italiana, Gnonto foi incluído na lista de 30 convocados para a Finalíssima 2022. A 4 de junho de 2022, Wilfried fez a sua estreia pela Seleção principal de Itália, entrando como suplente e assistindo o golo dos italiano num empate em casa por 1–1 frente à Alemanha, na fase de grupos da Liga das Nações. A 14 de junho, no 4º jogo da Itália na fase de grupos, Gnonto marcou o seu primeiro golo internacional, numa derrota por 5–2 na Alemanha. Com 18 anos e 222, tornou-se o mais jovem jogador de sempre a marcar pela Seleção Italiana, batendo o recorde anteriormente detido por Bruno Nicolè, desde 1958.

## Estatísticas de Carreira

### Clube
- Atualizado até 28 de maio de 2023[18]

| Clube               | Temporada         | Liga              | Liga  | Liga  | Taça  | Taça  | Taça da Liga | Taça da Liga | Competições Europeias | Competições Europeias | Outros | Outros | Total | Total |
| Clube               | Temporada         | Divisão           | Jogos | Golos | Jogos | Golos | Jogos        | Golos        | Jogos                 | Golos                 | Jogos  | Golos  | Jogos | Golos |
| ------------------- | ----------------- | ----------------- | ----- | ----- | ----- | ----- | ------------ | ------------ | --------------------- | --------------------- | ------ | ------ | ----- | ----- |
| FC Zürich II        | 2020–21           | Promotion League  | 3     | 2     | —     | —     | —            | —            | —                     | —                     | 2      | 1      | 5     | 3     |
| FC Zürich           | 2020–21           | Superliga Suíça   | 26    | 1     | 0     | 0     | —            | —            | —                     | —                     | —      | —      | 26    | 1     |
| FC Zürich           | 2021–22           | Superliga Suíça   | 33    | 8     | 3     | 2     | —            | —            | —                     | —                     | —      | —      | 36    | 10    |
| FC Zürich           | 2022–23           | Superliga Suíça   | 6     | 0     | 1     | 0     | —            | —            | 5                     | 1                     | —      | —      | 12    | 1     |
| FC Zürich           | Total             | Total             | 65    | 9     | 4     | 2     | —            | —            | 5                     | 1                     | —      | —      | 74    | 12    |
| Leeds United Sub-21 | 2022–23           | —                 | —     | —     | —     | —     | —            | —            | —                     | —                     | 2      | 0      | 2     | 0     |
| Leeds United        | 2022–23           | Premier League    | 24    | 2     | 3     | 2     | 1            | 0            | —                     | —                     | —      | —      | 28    | 4     |
| Total de Carreira   | Total de Carreira | Total de Carreira | 92    | 13    | 7     | 4     | 1            | 0            | 5                     | 1                     | 4      | 1      | 109   | 19    |

1. ↑  Inclui Schweizer Cup e FA Cup
2. ↑  Inclui EFL Cup
3. ↑  Jogos nos play-offs de promoção da Promotion League
4. ↑  Jogos na qualificação para Liga dos Campeões e Liga Europa
5. ↑  Jogos no EFL Trophy

### Internacional
- Atualizado até 18 de junho de 2023[19]

| Seleção | Ano   | Jogos | Golos |
| ------- | ----- | ----- | ----- |
| Itália  | 2022  | 8     | 1     |
| Itália  | 2023  | 3     | 0     |
| Total   | Total | 11    | 1     |

| Nº | Data                | Local                                    | Internacionalização | Adversário | Placar | Resultado | Competição      |
| -- | ------------------- | ---------------------------------------- | ------------------- | ---------- | ------ | --------- | --------------- |
| 1  | 14 de junho de 2022 | Borussia-Park, Mönchengladbach, Alemanha | 4                   | Alemanha   | 1–5    | 2–5       | Liga das Nações |

## Títulos
FC Zürich
- Superliga Suíça: 2021–22

Leeds United
- EFL Championship: 2024–25